# حزب المجاهدين
حزب المجاهدين هي منظمة مسلحة مؤيدة لباكستان تنشط في مناطق شمال شرق باكستان وتسعى إلى دمج جامو وكشمير مع باكستان كولاية إسلامية.
أسسها محمد أحسن دار في سبتمبر 1989، كمجموعة جامعة للمسلحين الإسلاميين، وسرعان ما أصبح تحت سيطرة الجماعة الإسلامية في كشمير - وهو يعتبر الجناح العسكري للجماعة الإسلامية. كانت مدعومة، منذ إنشائها، من قبل المخابرات الباكستانية. يقع المقر الرئيسي للمنظمة في مظفر أباد في كشمير الخاضعة للإدارة الباكستانية، ولها مكاتب اتصال في إسلام أباد وروالبندي، العاصمة السياسية والمقر العسكري لباكستان على التوالي. وزعيمه الحالي سيد صلاح الدين، وتعتبر أحد أهم اللاعبين الرئيسيين في نزاع كشمير؛ حيث حولت النزاع في كشمير من معركة قومية إلى معركة دينية جهادية، هي متأثرة بفكر الجماعة الإسلامية. ويقع مقرها الرئيسي في مظفر آباد في آزاد كشمير، ولها مكتب في العاصمة الباكستانية إسلام أباد.
بينما تُصنف كمجموعة إرهابية من قبل حكومات الهند، والاتحاد الأوروبي، والولايات المتحدة.
وكندا، وهي لا تزال منظمة تعمل بشكل قانوني في باكستان.

## مؤسسة

### الأصول
تعود جهود إنشاء حزب المجاهدين إلى عام 1980 ، عندما اتصل الرئيس الباكستاني ضياء الحق برئيس الجماعة الإسلامية في آزاد كشمير ، مولانا عبد الباري ، [ب] وطلب المساعدة في إثارة تمرد في كشمير الخاضعة للإدارة الهندية. قال ضياء إنه سيكون قادرًا على تحويل الأموال والموارد من الحرب التي ترعاها الولايات المتحدة في أفغانستان من أجل صراع في كشمير. سافر باري إلى وادي كشمير والتقى بقادة الجماعة الإسلامية في كشمير. استمرت المفاوضات المطولة لمدة ثلاث سنوات عندما تمت دعوة الأمير المؤسس لجماعة كشمير الإسلامية مولانا سعد الدين طربالي للاجتماع مع ضياء الحق في مايو 1983. دور يقتصر على التدريب العسكري والدعم المالي. وافقت باكستان وإن كانت على مضض ، وتم إبرام صفقة. أرسل مولانا سعد الدين ابنه كجزء من المجموعة الأولى من المتطوعين للتدريب العسكري.
ومع ذلك ، كان التقدم مع الجماعة الإسلامية بطيئًا. أصيبت الـ ISI [ج] بالإحباط من ذلك وبدأت في البحث عن خيارات أخرى. وقد أجرت اتصالات مع جبهة تحرير جامو وكشمير (JKLF) في عام 1984 وأبرمت صفقة معها في عام 1986. ووفقًا للباحثين ، فإن JKLF كانت مجرد وسيلة قصيرة الأجل لـ ISI ، وهي وسيلة لتحفيز الجماعة الإسلامية على العمل. تم تدريب حوالي 10000 مقاتل بحلول يوليو 1988 ، يعملون في خمسين وحدة ، عندما بدأ التمرد . تعمل تحت راية JKLF أيضًا عدد من الجماعات الإسلامية الجهادية التي تدين بالولاء للجماعة الإسلامية: جماعة تسمى "نمور ضياء" تعمل منذ عام 1987 ، "الحمزة" منذ عام 1988 ، "حزب الأنصار" بقيادة مظفر شاه. ، وهي أكبر جماعة وأفضلها تنظيماً تسمى "أنصار الإسلام" ، وأحد فروعها تسمى "البدر". وفقًا لعارف جمال ، [د] "هذه الشبكة الواسعة من الجماعات الجهادية عملت داخل JKLF لعدة أشهر ؛ كانوا من بين الأعضاء الأكثر نشاطًا في التمرد."
في أغسطس 1989 ، أرسلت الجماعة الإسلامية في آزاد كشمير قائدًا يُدعى مسعود سارفراز [e] لجمع الجماعات الإسلامية المختلفة معًا وإنشاء منظمة جادة موازية لـ JKLF. "حزب المجاهدين" ("حزب المجاهدين") كان اسمه المختار للمجموعة الجامعة الجديدة. [و] بينما كانت جهوده جارية ، قامت جماعة أنصار الإسلام ، التي كانت تحت ضغط من قوات الأمن الهندية ، بتغيير اسمها إلى "حزب المجاهدين". عملت المنظمتان بالتوازي لبضعة أسابيع ، ولكن تم دمجهما في أكتوبر 1989. وقد تم اختيار محمد أحسن دار كزعيم للمجموعة الموحدة في هذا الاجتماع ، ولكن يُقال إن هلال أحمد مير (المعروف باسم ناصر الإسلام) من جماعة أنصار الإسلام السابقة تم انتخابه أميرًا لها في وقت لاحق.

### استيلاء الجماعة

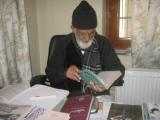
سيد علي شاه جيلاني، بطل قوي في النضال المسلح

نبه إطلاق JKLF للتمرد في يوليو / تموز 1988 أعضاء الجماعة الإسلامية في كشمير إلى حقيقة أن "لعبة جديدة قد بدأت". تم تعزيز العلاقات غير الرسمية مع الجماعات المسلحة ، مع تولي أعضاء مختلفين للجماعة أدوارًا مباشرة. لم تتدخل القيادة العليا للجماعة ، باستثناء سيد علي شاه جيلاني ، الذي عمل مع محمد أحسن دار بصفته الشخصية.

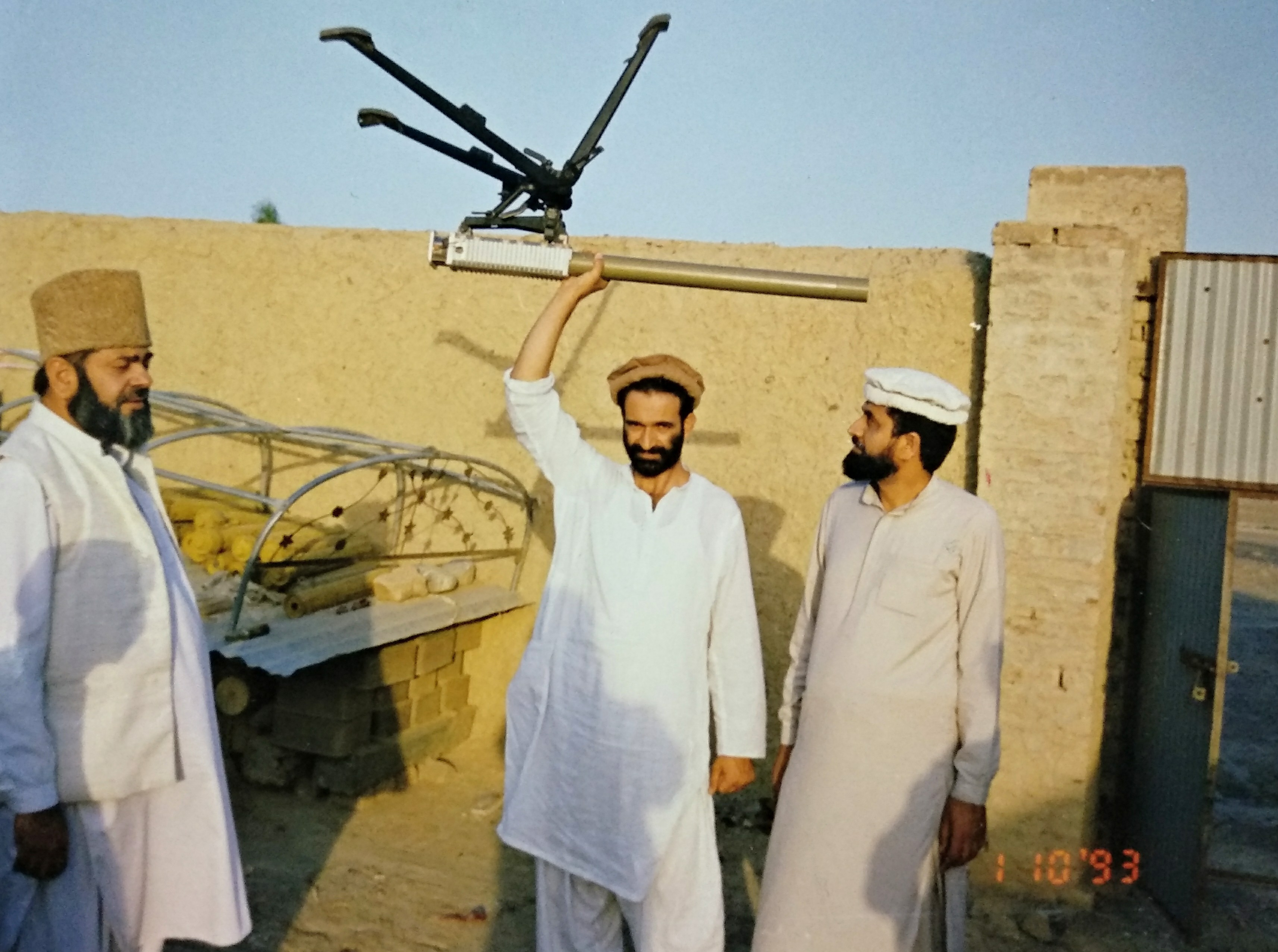
عبد المجيد دار، الذي دمج مجموعته المسلحة في حزب المجاهدين

كانت وكالة الاستخبارات الباكستانية والجماعة الإسلامية في آزاد كشمير عازمين على إخضاع حزب المجاهدين لسيطرة الجماعة الإسلامية في كشمير. تم ترتيب اجتماع في كاتماندو في 14 يناير 1990 مع مشاركين من منظمات الجماعة من باكستان وآزاد كشمير ووادي كشمير. كانت الجماعة الكشميرية مقاومة للتورط المباشر في التمرد ، قائلة إنها ستدمر المنظمة وتفتحها أمام هجوم هندي. لكن سيد علي شاه جيلاني ظهر بشكل مثير عندما توقفت المفاوضات ودفع الجماعة إلى دعم التمرد. وبعد أن قرر عارف جمال المشاركة في التشدد ، تحركت الجماعة الإسلامية في كشمير إلى "عمل حاسم ، وتفعيل عقد من التخطيط".
تم الانتهاء من دستور حزب المجاهدين في 10 يونيو 1990 ، بتوجيه من المخابرات الباكستانية. وقد سمحت للجماعة الإسلامية في كشمير بترشيح أحد أعضائها لقيادة الجماعة ، والتي ، بحسب عارف جمال ، "حولت التنظيم فعليًا إلى شركة تابعة للجماعة الإسلامية". كان من المقرر أن يطلق على مرشح الجماعة اسم الراعي ، الذي سيرشح أميرًا ، والذي بدوره سيرشح قائدًا رئيسيًا. عينت الجماعة محمد يوسف شاه ، رئيس منطقة سريناغار ، راعيًا للحزب. أخذ الاسم الحركي "سيد صلاح الدين" ، وسرعان ما عزز سيطرته الكاملة على التنظيم.
في لعبة قوة ، أعلن أحسن دار في مؤتمر صحفي في يوليو 1990 أن حزب المجاهدين قد شكل تحالفًا مع الجماعة. لم يؤد هذا إلا إلى تقوية موقف يوسف شاه وإضعاف نفسه. هلال أحمد مير ، الذي كان ديوبندي بالإقناع ، رد على الإعلان وانتهى به الأمر بالتهميش أيضًا. استقال من المجموعة وأنشأ مجموعة جديدة سميت جماعة المجاهدين. عاد مسعود سرفراز مرة أخرى في سبتمبر 1990 لتدعيم التجمع. تحريك الجهاد الإسلامي ، وهي مجموعة مظلة أخرى تشكلت في عام 1989 ، اندمجت أيضًا مع حزب المجاهدين وعُين زعيمه عبد المجيد دار أمينًا عامًا. بعد الانتهاء من التوحيد ، غادر يوسف شاه الملقب بصلاح الدين إلى آزاد كشمير ، حيث أدار علاقة المجموعة مع وكالة الاستخبارات الباكستانية وكذلك مع جماعة آزاد كشمير.
بحلول وقت إنشائها ، أكدت المنظمة وجود أكثر من 10000 كادر مسلح ، تم تدريب معظمهم في باكستان ، وتلقى بعضهم تدريبات في أفغانستان خلال الحرب الأهلية الأفغانية . انتقدت بشدة جميع الجهات الفاعلة الأخرى التي قبلت أو دافعت عن استقلال كشمير الكامل كخيار ثالث (كبديل للاندماج مع الهند أو باكستان) في نزاع كشمير ، دافعت المجموعة فقط عن التكامل التام لكشمير مع باكستان . بول ستانيلاند ، عالم السياسة الأمريكية بجامعة شيكاغو، يلاحظ أن المنظمة حشدت في المقام الأول من خلال شبكة الجماعة الإسلامية ، ومثلت في البداية أقلية سياسية دينية أيديولوجية لهم.

## الأيام الأولى
اعتُبرت الضربة الكبرى الأولى للمنظمة هي اغتيال مولفي فاروق شاه ، الميرويز في كشمير آنذاك ورئيس لجنة عمل عموم جامو وكشمير أوامي ، وهي ائتلاف من الأحزاب السياسية المتباينة في جامو وكشمير ، في 21 مايو 1990. قُتل 21 شخصًا في الاشتباكات التي تلت ذلك. سعت المجموعة تدريجياً إلى سيطرة أكبر على المجال الاجتماعي والاقتصادي لكشمير وفي يونيو 1990 طلبت من المزارعين الامتناع عن تصدير منتجاتهم من خلال "وسطاء هندوس" من أجل توثيق الصلة بين "الطبقة الغنية المحلية" و نظرائهم في الولاية الهندية.
في 27 أكتوبر 1990 ، اعتمدت المنظمة قرارًا يدعم دمج جامو وكشمير مع باكستان.
نمت المجموعة وتم إنشاء الوحدات في مقاطعة جامو بحلول فبراير 1991. كما تم إنشاء وحدات استخبارات ميدانية في أماكن مختلفة. تم حشد الكادر على نطاق واسع باسم الإسلام . تم إنشاء المجلس الاستشاري الأعلى الذي تلاه جناح طلابي في ربيع عام 1991. على الرغم من أن هذا الأخير أصبح منظمة منفصلة بكاملها ، في يونيو 1991 بقيادة ناصر الإسلام ، بعد أن نظمت عملية اختطاف بيروقراطية رفيعة المستوى. بعد اندماج عام 1991 مع حركة الجهاد الإسلامي (TJI) ، والتي كانت مدعومة من الجماعة ، اكتسب حزب المجاهدين قوة عسكرية كبيرة ووصلت قوته إلى حوالي 10000 مقاتل.
بحلول نهاية مارس 1991 ، طالب حزب المجاهدين الحكومة المحلية بتقديم قائمة بجميع شهادات الإقامة الدائمة وأن جميع غير المقيمين يغادرون الدولة في غضون شهر واحد.

## التمرد

### الاحتكاك مع جبهة تحرير جامو كشمير والتحالف مع الجماعة

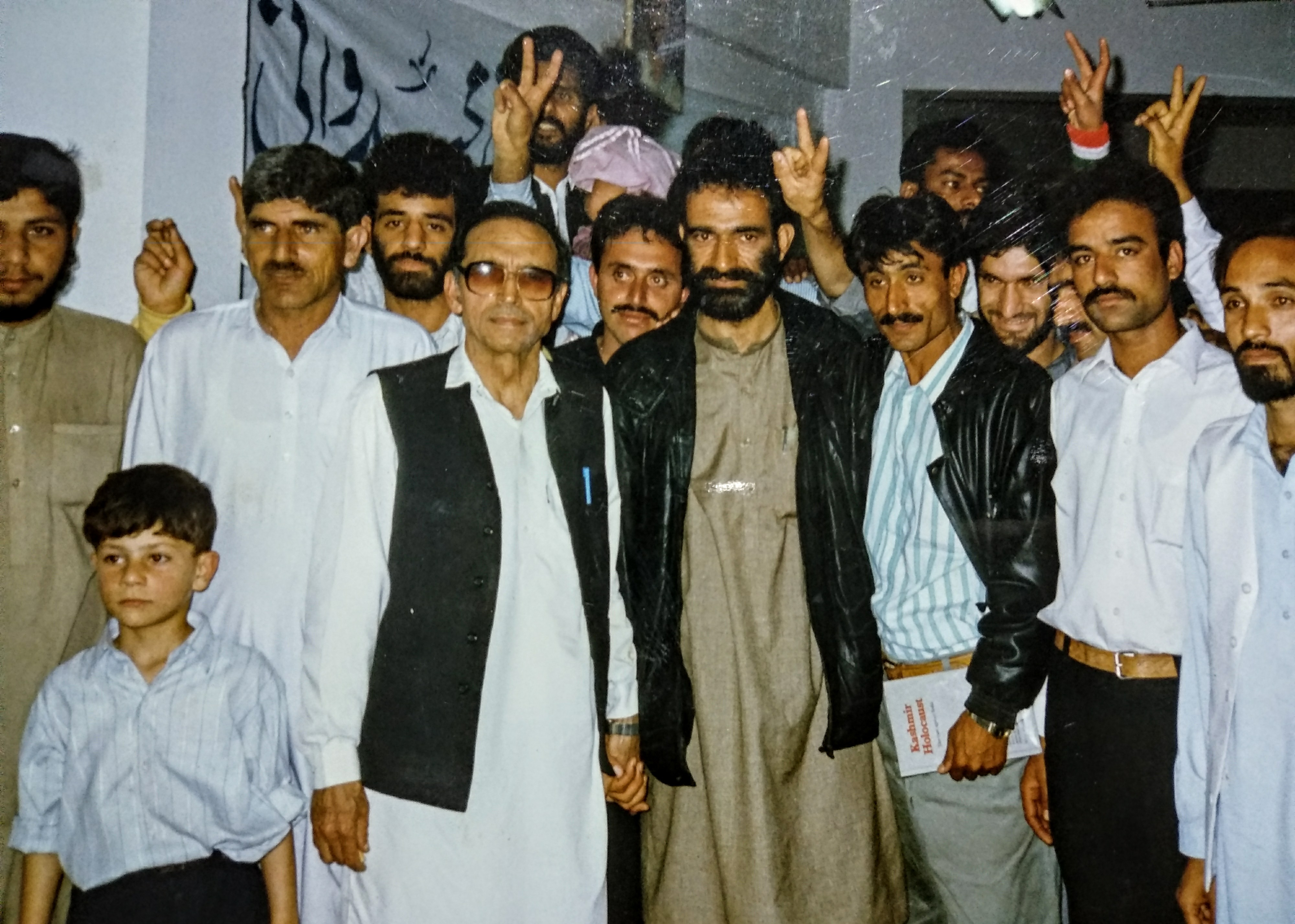
أمان الله خان وعبد المجيد دار

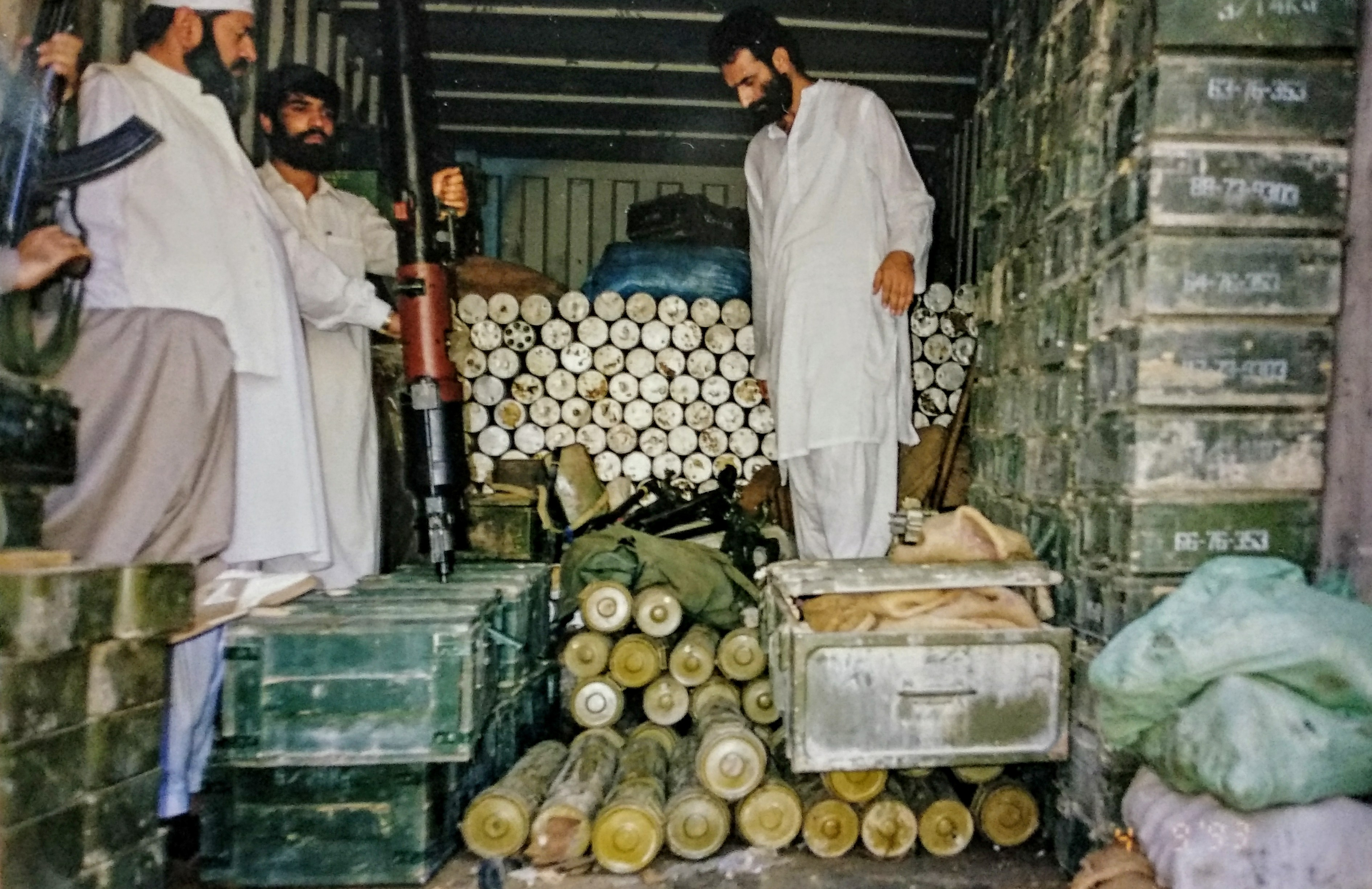
عبد المجيد دار يتفقد مخبأ للأسلحة

سيطرت جبهة تحرير جامو كشمير (JKLF) على السنوات الثلاث الأولى من التمرد (1990-1992). على الرغم من دعمهم من قبل باكستان، إلا أنهم في ظل الأيديولوجية المتجددة لقادتهم الجدد تحولوا إلى موقف علماني مؤيد للاستقلال واجتذبوا دعمًا كبيرًا في الوادي في استراتيجيتهم لتنظيم مقاومة جماهيرية ، والتي من شأنها أن تجبر الهند على الانسحاب منها كشمير.
ولكن ، أدى عدم وجود نسيج اجتماعي بين المجندين الجماعيين الجدد ، (الذين غالبًا ما لم يكن لديهم أيديولوجية مشتركة) إلى جانب التركيز على المناطق الحضرية إلى الضعف التدريجي لـ JKLF. أدت عمليات مكافحة التمرد الهندية إلى إزاحة الكثير من قيادتها ، ومحو سيطرتها المركزية كما تم تحفيز باكستان بشكل كبير من خلال الترويج للمشاعر الجهادية في الشباب الكشميري. واستغل الوضع للسيطرة على كشمير. بحلول عام 1991 ، كانت وكالة الاستخبارات الباكستانية قد بدأت في التوقف عن تقديم الأموال إلى JKLF ، (التي وقفت على أساس استقلال الإقليم) وبدلاً من ذلك كانت تدعو الفصائل المنشقة للانفصال وتشكيل مجموعات مسلحة خاصة بها بعد تلقي التدريب المناسب في أراضيها . بعد ذلك ، أصبح حزب المجاهدين مفضلاً من قبل المخابرات الباكستانية باعتباره مورداً قيّماً محتملاً ، وأخيراً ، بعد أن رفض JKLF بعض المطالب الخاصة بتعديل موقفهم المؤيد للاستقلال ؛ تم تسليم جميع معسكراتهم السابقة في آزاد كشمير إلى حزب المجاهدين. كما استغل الجماعة الفرصة واخترت التسلل إلى حزب المجاهدين من الداخل ، عن طريق تثبيت أعضاء موالين في مواقع مركزية رئيسية. العديد من الفصائل الجهادية غادرت أيضًا JKLF وانضمت إلى حزب المجاهدين.
بعد فترة وجيزة ، اقتضت الاعتقالات التي قامت بها القوات الهندية إعادة تنظيم القيادة المركزية ، وفي التعديل الوزاري ، طُلب من أحسن دهار ، وهو زعيم معتدل يتمتع بعقل مستقل ، التنحي وعين بدلاً من ذلك سيد صلاح الدين ، الموالي للجماعة الراديكالية. سرعان ما تم طرد دار من قبل الموالين لصلاح الدين في أواخر عام 1991 وشكلوا مجموعة منشقة - "المجاهدون المسلمون" ، والتي سرعان ما انهارت بعد اعتقاله في عام 1993. إعادة هيكلة شاملة لتمكين جماعية تراتبية وسرعان ما تبع ذلك قيادة مؤسسية على غرار الجماعة مما أعطى القوة التنظيمية التي تشتد الحاجة إليها والتي تفتقر إلى JKLF. كما تمكن حزب المجاهدين من زيادة تغلغلهم في الحزام الريفي بفضل استغلال السلطة الاجتماعية والدينية للجماعة وتجانسها. تطبيق الثقافة السنية في الجذور ساعد قضيتهم أكثر.
في غضون ذلك ، عارض حزب المجاهدين بشدة JKLF، طوال الوقت ، ورفض أجندة JKLF القومية لصالح أجندة إسلامية. كانت هناك اشتباكات متزايدة مع بعضها البعض ووصلت الخلافات إلى ذروتها بحلول عام 1991 ، حيث عارضت علنًا موافقة JKLF على حل النزاع دون مساعدة قرارات الأمم المتحدة. اشتباكات عسكرية بين JKLF وحزب المجاهدين أصبحت شائعة بشكل متزايد بعد أول حادث من هذا القبيل في أبريل 1991 حيث قتل قائد منطقة JKLF. بدأت في استهداف أعضاء JKLF بشكل منهجي ، وقتلهم وترهيب الآخرين للانشقاق. زعم قادة جيش تحرير كوسوفو أن مقاتلي حزب المجاهدين كانوا مخبرين للقوات الهندية ، حتى أن أمان الله خان اشتكى من إجبار كوادره في باكستان على الانضمام إلى صفوف حزب المجاهدين. تغذيها موارد من جهات فاعلة في الدولة الباكستانية والجماعة الباكستانية. كما استهدف حزب المجاهدين مجموعات مسلحة أخرى ، مما أسفر عن مقتل المئات أثناء تحييد ونزع سلاح أكثر من 7000.
كما قتل حزب المجاهدين العديد من المثقفين المؤيدين للاستقلال بميول JKLF. وشملت بعض عمليات القتل هذه هريداي ناث وانشو ، وهو ناشط حقوقي كشميري بانديت. أدين مقاتل حزب المجاهدين عاشق حسين فكتو بقتله. من بين عمليات القتل البارزة الأخرى الدكتور عبد الأحد جورو الذي كان طبيب قلب ومنظور JKLF ، ميرويز قاضي نصار وميرويز مولفي فاروق ، محمد مقبول مالك ، بروفيسور عبد الأحد واني ، محمد سلطان بهات ، عبد الغني وحيد وعبد المجيد دار .
لعب حزب المجاهدين دورًا أساسيًا في منع عودة الكشميريين البانديت بعد تطهيرهم العرقي من الوادي ، تحدث صلاح الدين عنهم بأنهم عملاء هندوس بينما هدد ببيع ممتلكاتهم بالمزاد العلني. تم تصميم العديد من عمليات الجيش خلال 1994-1995 لاستقطاب الجماهير على أسس دينية.

### زينيث
عبد المجيد دار يتفقد مخبأ للأسلحة
بحلول عام 1994 ، ندد العديد من أعضاء JKLF بالتشدد وانضم بعضهم إلى سياسات الدولة ، مما أدى إلى مزيد من الانقسام بين JKLF والعائد الكامل لهيمنته العسكرية على حزب المجاهدين الذي نشأ ليصبح القوة الرئيسية في كشمير على الرغم من مواجهة انتشار واسع النطاق. استجابة فعالة لمكافحة التمرد من القوات الهندية. يُعزى هذا البقاء إلى انتشاره الواسع عبر الشبكات الريفية. بحلول عام 1996 ، تم سحق الفصائل الحاملة للأسلحة التابعة لـ JKLF تمامًا ومع وجود فصائل متمردة محلية أخرى إما تم حلها أو تفككها أو تحولت ولاءاتها إلى القضية الهندية ؛ حزب المجاهدين كان الجماعة المسلحة الوحيدة العاملة في الوادي.
على الرغم من أن المحللين والأكاديميين يعتقدون أن حزب المجاهدين يفتقر إلى الدعم الشعبي في الوادي وأن نفورهم من الأفكار المؤيدة للاستقلال والممارسات الصوفية أدى إلى نفور العديد من الكشميريين.

### تراجع
لكن بدايةً من نفس الوقت تقريبًا ، بدأ حزب المجاهدين في الواقع يفقد نفوذه الشعبي في الوادي. غالبًا ما انضم أفراد من الجماعات المسلحة الزميلة إلى عمليات مكافحة التمرد للانتقام من حزب المجاهدين أو حماية أنفسهم من التنظيم ، مما أسفر عن مقتل العديد من قادة الحزب في هذه العملية. كما نقلوا معلومات استخباراتية إلى القوات الهندية. وبالتالي يؤدي إلى تحطيم شبكات حزب المجاهدين بشكل منهجي. أدى الاستهداف المتزامن لمقاتلي الجماعة إلى سحب دعمهم المفتوح للتنظيم ، مما أدى إلى تدمير النسيج الاجتماعي لحزب المجاهدين إلى حد كبير. بحلول نهاية التسعينيات ؛ اضطر حزب المجاهدين للتراجع. انقسام فصيل البدر في عام 1998 بسبب كره التدخل المفرط للجماعة.

### وقف إطلاق النار لعام 2000 والانسحاب
في السنوات التالية ، بدأ التنظيم في الانقسام حيث دفعت المخابرات الباكستانية المتطرفين الأجانب إلى حزب المجاهدين. تطورت المنافسات في كثير من الأحيان مما أدى إلى أعمال عنف ، وبلغت إحدى هذه الحوادث ذروتها في مقتل 21 شخصًا في قرية كشمير الخاضعة للإدارة الباكستانية في عام 1998. كان العديد من أعضاء حزب المجاهدين مستاءين بشكل متزايد من أسلوب ISI في معاملة الكشميريين ومع انضمام المزيد من المقاتلين إلى التيار الرئيسي. السياسة ، تم دفعهم إلى الهامش.
اعتبارًا من أبريل 2000 ، كانت هناك محادثات مزعومة بين عبد المجيد دار ، قائد كشمير وكبار قادة حزب المجاهدين الآخرين مع مسؤولي جناح البحث والتحليل (RAW) ومكتب الاستخبارات (IB) في دلهي وأماكن أخرى ؛ مما أدى إلى تقديم عرض لوقف إطلاق النار. كما تم تقليل العمليات الهجومية لمكافحة التمرد ضد المجموعة. في 24 يوليو 2000 ، قام دار مع أربعة قادة آخرين للحزب (بعض قادة الحزب لم يتفقوا مع دار) بإعلان وقف إطلاق النار غير المشروط لمدة 3 أشهر ، من ضواحي سريناغار وأكدوا ذلك أن تكون مدعومة بموافقة السكان المحليين الذين شملهم الاستطلاع. كما يبدو أن مجيد دار قد زار باكستان قبل الإعلان عن المشاورات مع القيادة المركزية لحزب المجاهدين. تم الترحيب بوقف إطلاق النار والموافقة عليه في الهند ، تقريبًا بالإجماع وصدق على الفور من قبل القائد المقيم في باكستان سيد صلاح الدين الذي كان حتى ذلك الحين ضد أي قرار دبلوماسي. سرعان ما أمرت الحكومة الباكستانية مراكزها الأمامية في اللجنة المنظمة المحلية بالالتزام بسياسة عدم إطلاق النار أولاً.
اختلف قائد وحدة من كشمير الخاضعة للإدارة الباكستانية في منطقة بير بانجال مع وقف إطلاق النار وطُرد مع فصيله ؛ مما أدى إلى اشتباك عنيف مع الجماعة الباكستانية.
في اليوم التالي ، انتقد مجلس الجهاد المتحد ، وهو تحالف من 16 منظمة إسلامية راديكالية (تتألف من حزب المجاهدين وترأسه بالمصادفة صلاح الدين نفسه) ، إعلان وقف إطلاق النار بشدة. سرعان ما تم سحب حزب المجاهدين من عضوية مجلسه وفقد صلاح الدين كرسيه. انتقد قادة الجماعة بشدة إعلان وقف إطلاق النار وزعموا أنه عمل تخريبي. شنت عسكر طيبة عدة هجمات أسفرت عن مقتل وإصابة العديد من المدنيين كشكل من أشكال الاحتجاج على إعلان وقف إطلاق النار بهدف إخراجها عن مسارها.
عقدت جولتان من المحادثات بسلاسة وأقيمت مباراة كريكيت بين القوات المسلحة الهندية وحزب المجاهدين. لم توافق الحكومة الهندية على الانغماس مع باكستان ، وبينما حافظت الحكومة الباكستانية في البداية على موقف محايد بالالتزام برغبات السكان الكشميريين ، غيرت موقفها فيما بعد وطالبت بتمثيلها. ثم ألغى صلاح الدين المحادثات في 8 أغسطس بحجج واهية. تفسير خطاب فاجبايي أمام البرلمان على أنه يدعو إلى الالتزام الصارم من جانب الوفد الهندي بالدستور الهندي. كما أعاد تحذيرهالمزيد من التصعيد والتهديد بنقل أنشطتهم إلى باقي أنحاء الهند ؛ بالمناسبة ، كان موقف حزب المجاهدين السابق هو شن حرب ضد الاحتلال الهندي ولكن ليس ضد الهند. ألقى كل من وزارة الخارجية الأمريكية ووزارة الخارجية البريطانية باللوم على حزب المجاهدين في فشل العملية.
سلطت خطوة وقف إطلاق النار ، وتأييدها الفوري والانسحاب اللاحق الضوء على الانقسامات العميقة بين النشطاء الأكثر تشددًا في كشمير الخاضعة للإدارة الباكستانية وتلك الموجودة في الهند. سرعان ما تم عزل دار من دوره كقائد عسكري وفي مايو 2002 ، تم طرده رسميًا من الحزب إلى جانب عدد من المؤيدين والقادة بينما تم شجبه كوكيل جناح البحث والتحليل (RAW). اغتيل دار والعديد من القادة السابقين على يد حزب المجاهدين بين عامي 2001 و 2003. بحلول عام 2003 ، كان معظم القادة الرئيسيين لحزب المجاهدين في آزاد كشمير وكانوا غير نشطين في كشمير ؛ نجا حزب المجاهدين المجزأ من الانهيار التام لكنه تحول إلى مجموعة طليعية.
ومع ذلك ، في عام 2004 ، كانت لا تزال تعتبر "واحدة من أكثر الجماعات تأثيرًا في الصراع على كشمير". اعتبارًا من عام 2009 ، كان من المفترض أن يكون "الاسم التجاري للتشدد في كشمير نظرًا لكونه الأكبر والأكثر أهمية من حيث فعاليته في ارتكاب أعمال عنف في أنحاء كشمير".

### 2010
في 8 يوليو / تموز 2016 ، قتلت قوات الأمن الهندية قائد حزب المجاهدين برهان مظفر واني ، إلى جانب 2 من المتمردين الآخرين. اندلعت احتجاجات واسعة النطاق في وادي كشمير بعد وفاة واني ، مما تسبب في اضطرابات في الوادي لمدة نصف عام تقريبًا. توفي أكثر من 96 شخصًا بينما أصيب أكثر من 15000 مدني وأكثر من 4000 من أفراد الأمن. العنف الذي اندلع بعد وفاته وصف بأنه أسوأ اضطراب في المنطقة منذ اضطرابات كشمير 2010 ، مع وضع كشمير تحت 53 يومًا متتاليًا من حظر التجول الذي فرضته السلطات.
خلف واني Sabzar Bhat ، الذي كان في السابق مساعدًا مقربًا له. اعتبرت قوات الأمن الهندية أن بهات فعال في استخدام وسائل التواصل الاجتماعي لتجنيد الشباب نحو التشدد. حددته قوات الأمن الهندية سابقًا في روثسانا ، في مارس 2017 ، لكنه تمكن من الإفلات منهم بعد معركة بالأسلحة النارية استمرت 15 ساعة أسفرت عن مقتل شرطي.
قُتل بهات في مايو 2017 ودُفن لاحقًا في بولواما. أدى موته إلى اندلاع اشتباكات وفرضت الشرطة حظر تجول ، قتل خلاله شاب في اشتباكات مع قوات الشرطة الاحتياطية المركزية . تم تعليق خدمة الإنترنت والهاتف عبر كشمير في محاولة لتهدئة المنطقة. زعمت جماعة مسلحة لم تكن معروفة من قبل ، هي مجاهدو طالبان كشمير ، أنها قدمت معلومات عن بهات إلى قوات الأمن. لم يتم التحقق من هذا الادعاء ، على الرغم من أن بعض المحللين أشاروا إلى أنه يعكس انقسامًا متزايدًا بين الجماعات المسلحة المختلفة في كشمير ، مع قلق أعضاء حزب المجاهدين من أن ذاكر موسىربما يكون قد خان بهات.
رياز نايكو ، زعيم حزب المجاهدين في كشمير ، قُتل على يد قوات الأمن الهندية في 6 مايو 2020. في 10 مايو 2020 ، تم تعيين غازي حيدر (المعروف أيضًا باسم سيف الله وسيف الإسلام مير) في العمليات الجديدة قائد. كان سابقا قائد منطقة حزب المجاهدين في بولواما. [118] بعد فترة وجيزة ، في 19 مايو 2020 ، قُتل ابن أشرف السهرائي ، جنيد السهرائي ، 29 عامًا ، وهو قائد في حزب المجاهدين ، على يد قوات الأمن الهندية. في 1 نوفمبر 2020 ، قُتل غازي حيدر في عملية في سريناغار من قبل قوات الأمن الهندية ، بما في ذلك مجموعة العمليات الخاصة لمكافحة التمرد التابعة لشرطة جامو وكشمير ، وقوة الشرطة الاحتياطية المركزية (CRPF) ، وجنود من الجيش الهندي 53. راشتريا بنادق .

## وصلات خارجية
- ولادة حزب المجاهدين
- الملف الشخصي: حزب المجاهدين
- الجريدة الرسمية للاتحاد الأوروبي: قائمة الإرهاب
- تقرير الكونغرس: العالم الإسلامي الجديد
- أعلن حزب المجاهدين عن مقتل شخص وجرح 22 آخرين في جامو وكشمير